# Portrait du cardinal Bibbiena
Le Portrait du cardinal Bibbiena   est une peinture à l'huile sur bois de  85 × 66,3 cm,réalisé par le peintre Raphaël en 1510 et conservée à la Galerie Palatine du Palais Pitti, à Florence.

## Histoire
En 1516,  Raphaël a été très recherché par les prêtres et les cardinaux qui ont concouru dans la décoration de leurs demeures à Rome. 
Le cardinal Bernardo Dovizi da Bibbiena, commanditaire du tableau, a été le secrétaire privé du pape Léon X et l'homme le plus puissant de la cour pontificale, un écrivain cultivé et humaniste, chercheur passionné de l'Antiquité classique.

## Description
Raphaël a peint un portrait  assis, en buste, tourné aux trois quarts vers la gauche, portant les habits d'apparat de la fonction, accoudé de son bras gauche tenant à la main droite un feuillet blanc, le tout sur un fond sombre.

## Analyse
Le visage montre une personnalité complexe, un esprit habile et malicieux exprimant une haute estime de soi. Les diverses bagues raffinées témoignent de son goût pour les belles choses.
Les contrastes chromatiques entre le chapeau cardinalice rouge brillant, les manches blanches et le visage du cardinal obtenus à l'aide de l'usage de la lumière sont surprenants. Ces caractéristiques, combinées à la méticulosité des coups de pinceau, donne un effet de relief  au personnage.
Toutefois, le rendu apparaît plutôt rigide, entraînant certains critiques à attribuer la peinture à l'un de ses élèves ou l'estimant comme une éventuelle copie d'un original perdu.

### Attribution
L'attribution du portrait n'est pas certaine, mais la composition et l'utilisation caractéristique de blanc et de rouge suggèrent la main de Raphaël. 

## Sources
- Voir liens externes